# Jezioro Czorsztyńskie
Jezioro Czorsztyńskie, Zbiornik Czorsztyński – zaporowy zbiornik wodny na Dunajcu, w Kotlinie Nowotarskiej, pomiędzy Pieninami a Gorcami. Powstał przez zbudowanie w Niedzicy zapory wodnej pomiędzy Pieninami Spiskimi a Właściwymi.

## Dane podstawowe
Jezioro ma 9 km długości i średnio 1,3 km szerokości (maksymalnie – 1,75 km). Długość linii brzegowej wynosi 29,7 km. W pełni napełniony zbiornik ma głębokość 49,5 m (średnio – 18,9 m). Na lewym brzegu jeziora są zatoki: Zatoka Lemierzysk, Sygulina, Pusta Zatoka, Stronie, Wronina, Harczy Grunt, na prawym Baniska, Zatoka Falsztyńska i Kosarzyska.
Normalny poziom zbiornika wynosi 529,0 m, maksymalny – 534,5 m, minimalny – 510,0 m n.p.m. Powierzchnia zbiornika normalnie wynosi 10,51 km² i waha się od 3,78 do 12,26 km². Jest zdolny pomieścić 231,9 mln m³, normalnie – 168,6 mln m³, minimalnie – 35,8 mln m³.
Pojemność użytkowa zbiornika (przy maksymalnym poziomie piętrzenia) to 198,0 mln m³. Pojemność wyrównawcza (przy normalnym poziomie piętrzenia) wynosi 133,5 mln m³, a pojemność powodziowa stała obliczona dla maksymalnego poziomu piętrzenia wynosi 64,5 mln m³. Głębokość zbiornika w okolicach zapory w Niedzicy osiąga 50 metrów i zmniejsza się w stronę cofki, czyli miejsca gdzie uchodzi główny dopływ zbiornika – rzeka Dunajec .
Zapora o długości 404 m i wysokości 59,4 m, znajduje się na 173,3 km od ujścia Dunajca i gromadzi wody spływające z obszaru 1287 km². Zapora ta ma charakter budowli ziemnej z rdzeniem gruntowym. Umieszczone w niej urządzenia upustowe umożliwiają zrzut wody w ilości ponad 2 tys. m³ w ciągu sekundy.
Poniżej zapory Zbiornika Czorsztyńskiego znajduje się drugi, znacznie mniejszy zbiornik – Jezioro Sromowskie pełniące rolę zbiornika wyrównawczego dla zbiornika Czorsztyńskiego.

## Znaczenie zbiornika
Podstawowe zadania zbiornika – poza znaczeniem przyrodniczym i krajobrazowym – kojarzone są z kilkoma kierunkami jego eksploatacji. Najważniejszą jego funkcją jest ochrona przeciwpowodziowa doliny Dunajca, poprzez gromadzenie nadmiaru wody płynącej tą rzeką w czasie wezbrań. Służy temu rezerwa powodziowa – 63,3 mln m³. Zbiornik zdał egzamin podczas powodzi z lipca 1997 roku. Wówczas największy dopływ wody był szacowany na prawie 1400 m³/s, a odpływ ze zbiornika wyrównawczego oscylował wokół 600 m³/s. W czerwcu 2001 roku było to odpowiednio 850 m³/s i 475 m³/s.
Zbiornik Czorsztyński poprawia również warunki spływu przełomem pienińskim, podwyższając przepływy minimalne typowe dla okresów posusznych. Popularność zyskuje także jako atrakcyjne miejsce nadwodnego wypoczynku z możliwością kąpieli, żeglowania, wędkowania i nurkowania.
Ważną funkcją Zbiornika Czorsztyńskiego jest produkcja energii elektrycznej przez elektrownię szczytowo-pompową o mocy maksymalnej 90,5 MW (niewielką hydroelektrownię posiada również zbiornik wyrównawczy). Produkuje ona w ciągu roku około 140 GWh, druga – niecałe 8 GWh energii. Blisko połowa tej energii jest pozyskiwana z tzw. pompowań, czyli powtórnego wykorzystania wody przepompowanej ze zbiornika wyrównawczego do głównego .
Stosunkowo duży zbiornik wodny oddziałuje na lokalny mikroklimat. Szacowano, że wpłynie na wzrost temperatury w promieniu do 5 km średnio o 0,3 °C. Zakładano, że zmniejszą się dobowe wahania temperatury, oraz że skróceniu o kilkanaście dni ulegnie okres z ujemnymi temperaturami powietrza. Istniały obawy, że w dłuższym horyzoncie czasowym może to zagrozić np. niektórym unikatowym gatunkom roślin w Pieninach. Z biegiem lat czasza zbiornika będzie intensywnie zamulana i zasypywana materiałem niesionym przez Dunajec. Realna jest groźba osuwania się do zbiornika niektórych fragmentów zboczy, kubatura materiału potencjalnie grożącego osunięciem wynosi ok. 1 mln m³.
Największą popularnością wśród odwiedzających okolice zbiornika cieszy się jego zapora główna. Spośród licznych walorów turystycznych okolic Zbiornika Czorsztyńskiego za najważniejsze uznaje się: przyrodę Pienińskiego Parku Narodowego, ruiny zamku w Czorsztynie i Zamek w Niedzicy, górę Wdżar pochodzenia wulkanicznego z ośrodkiem narciarskim i letnią zjeżdżalnią wózkową, zaporę Zbiornika Czorsztyńskiego wraz z elektrownią, osadę turystyczną w Kluszkowcach z ekskluzywną zabudową uzdrowiskowo-willową i wiejską (z muzeum etnograficznym) oraz uliczką malowniczych piwniczek ze spichlerzykami  . Na jeziorze utworzona została sztuczna wysepka w celu udostępnienia miejsca lęgowego dla ptactwa wodnego – Ptasia Wyspa. Wokół zbiornika przebiega szlak rowerowy VeloDunajec.
W 2019 odbyły się tu wędkarskie Podlodowe Mistrzostwa Polski.

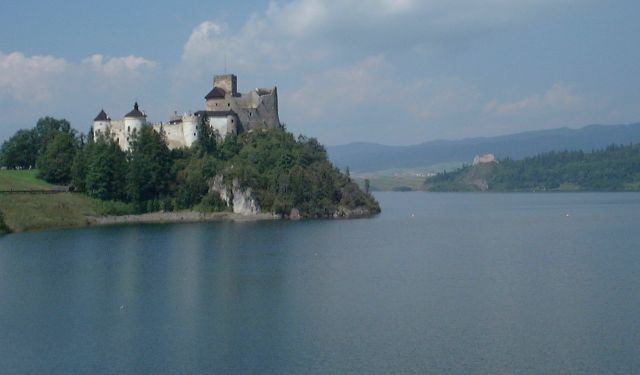
Zamek w Niedzicy nad Jeziorem Czorsztyńskim
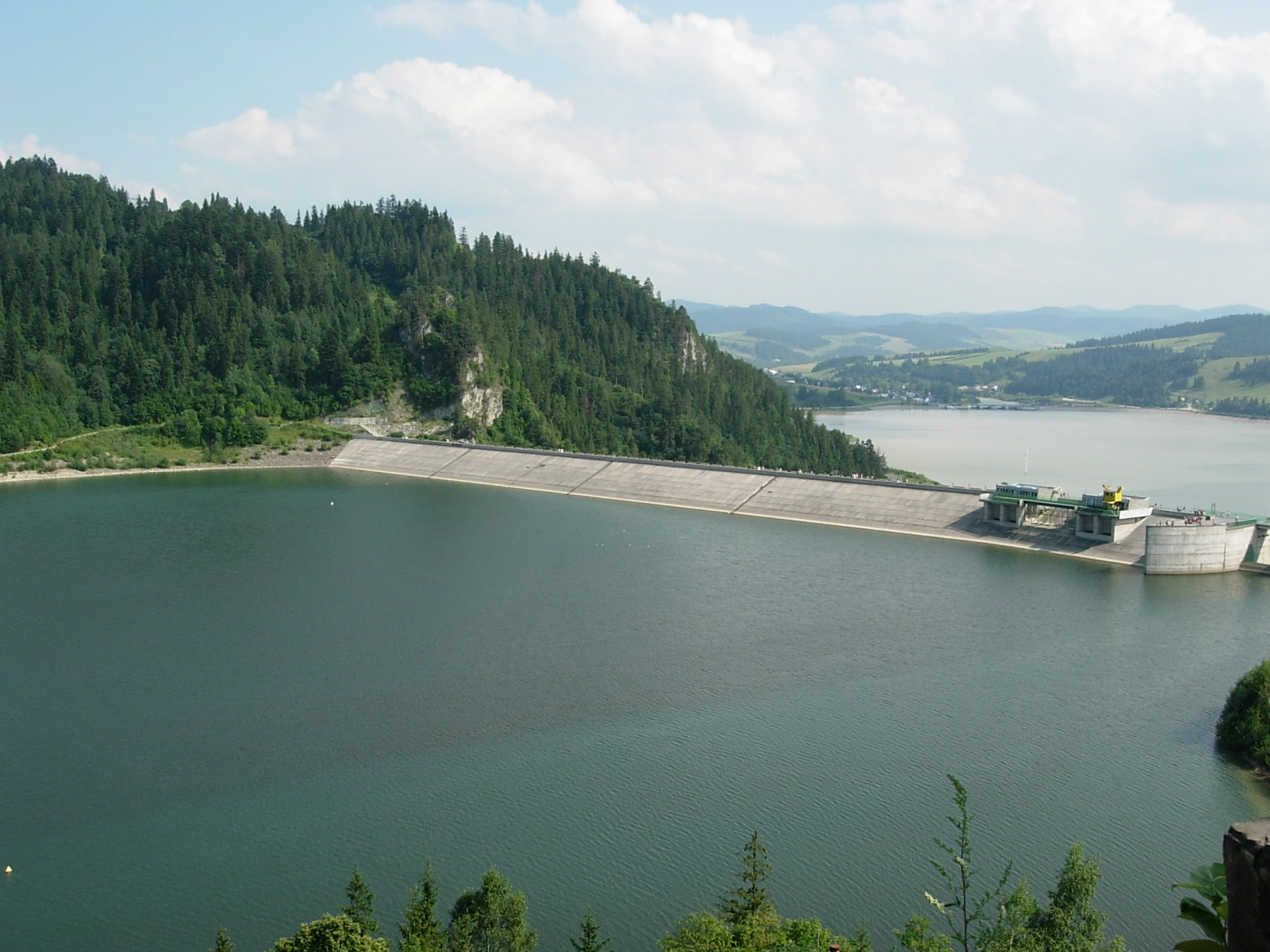
Zbiornik Czorsztyński z zaporą i zbiornikiem wyrównawczym
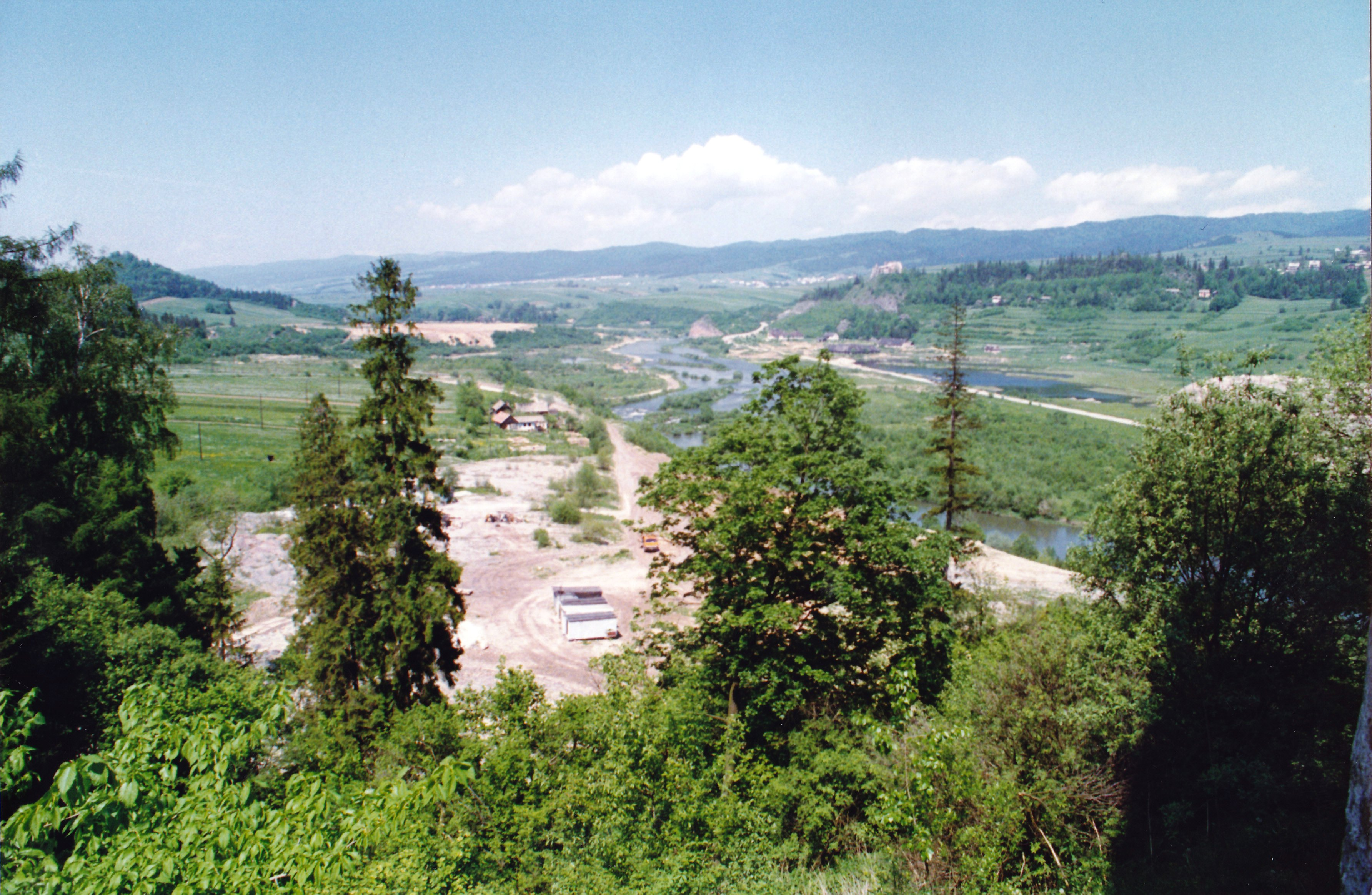
Dolina Dunajca między zamkami w Niedzicy i w Czorsztynie w 1994 roku, przed zalaniem przez wody spiętrzone zaporą
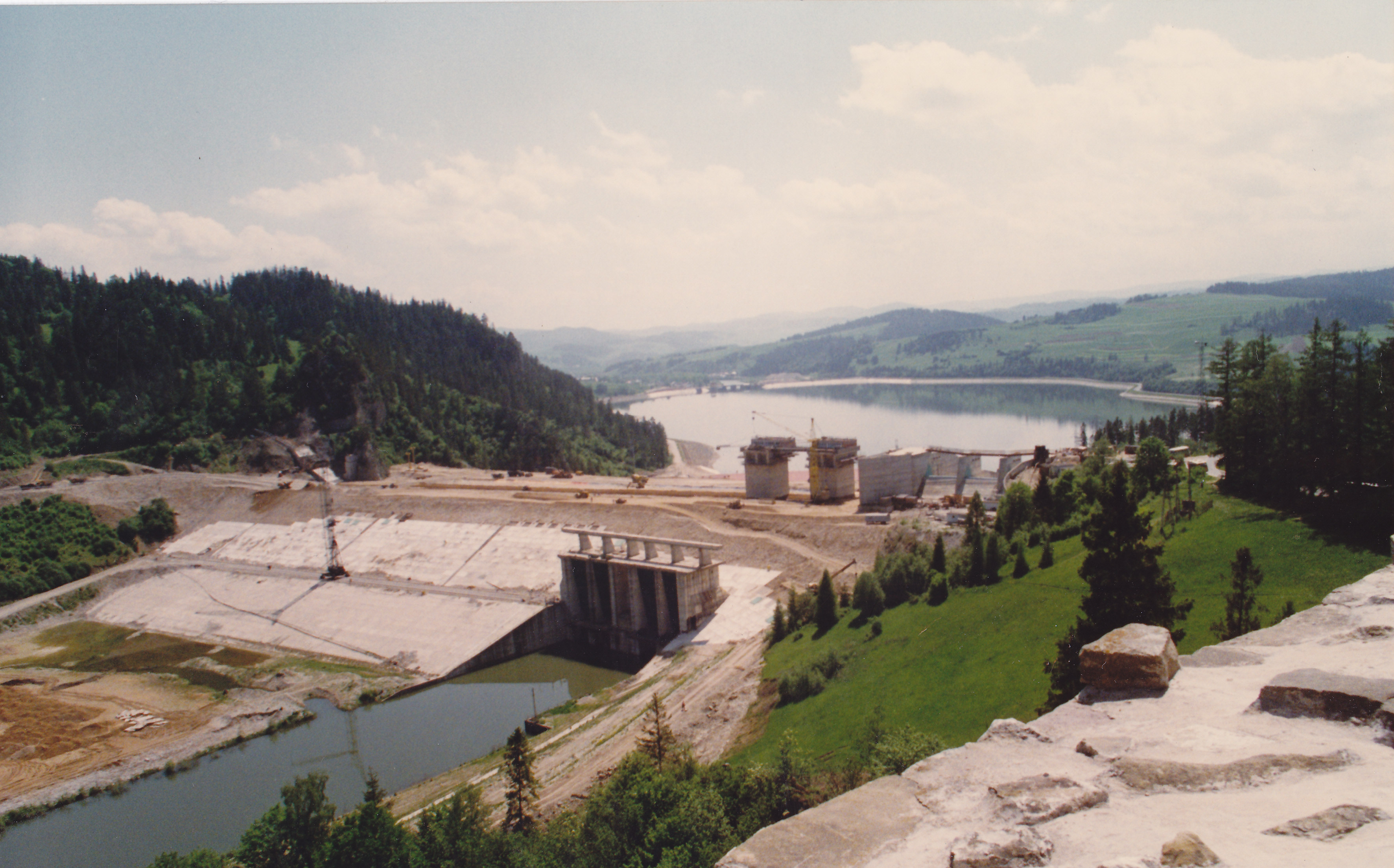
Budowa zapory w 1994 roku
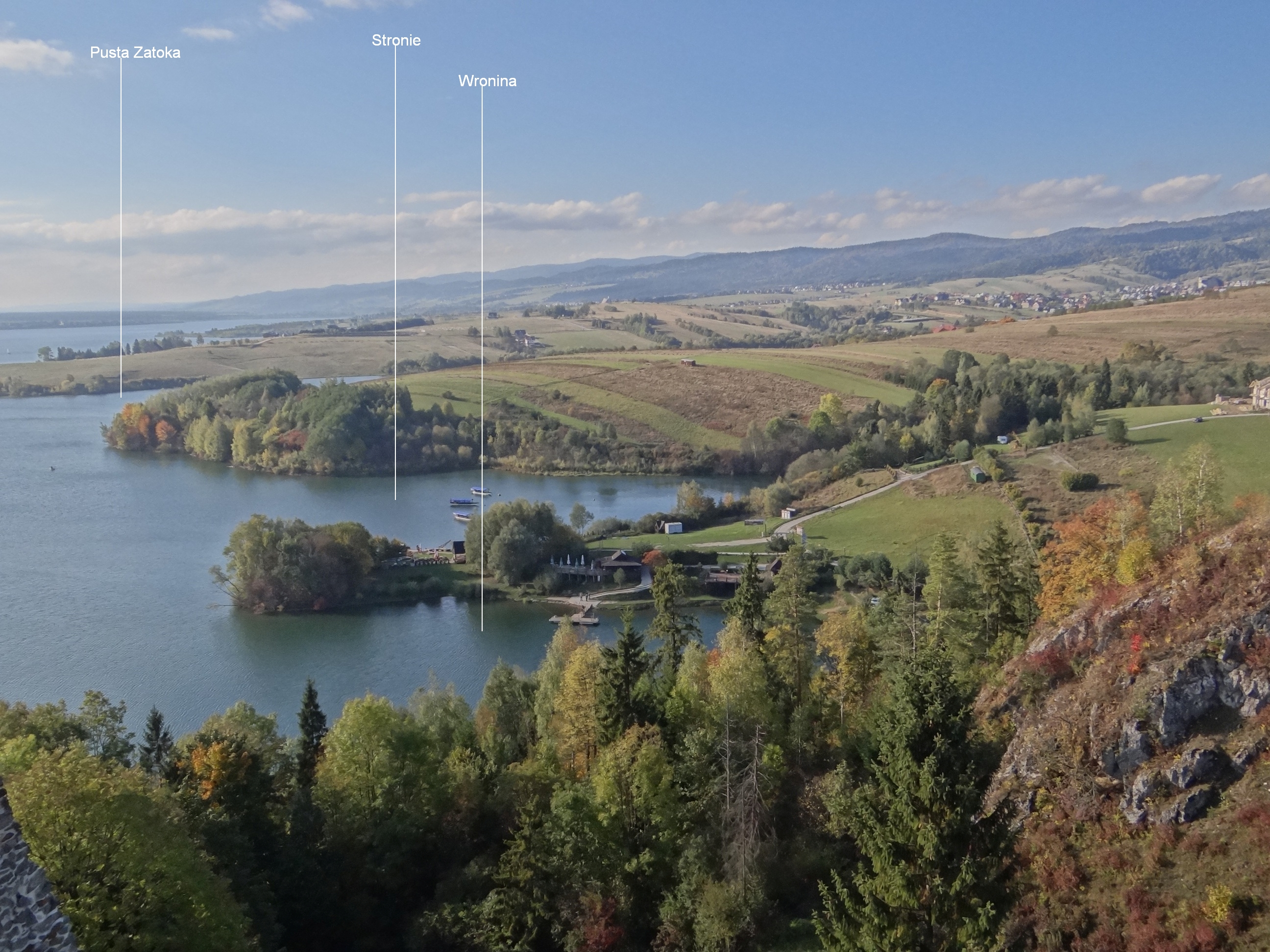
Zatoki jeziora

## Historia budowy
- 1964 – Uchwała Komitetu Rady Ministrów PRL w sprawie gospodarki wodnej w dorzeczu Dunajca.
- 1968 – Zatwierdzenie projektu wstępnego ZZW Czorsztyn-Niedzica i Sromowce Wyżne przez Komisję Planowania przy Radzie Ministrów.
- 1969 – Rozpoczęcie inwestycji.
- 1970 – Podział inwestycji na zadania:
  - I – zagospodarowanie otoczenia zbiornika i budowa dróg.
  - II – obiekty podstawowe. Zatwierdzenie ZTE (Założeń Techniczno-Ekonomicznych) zadania I.
- 1971 – Rozpoczęcie realizacji Zadania I.
- 1974 – Zatwierdzenia ZTE zadania II.
- 1975 – Rozpoczęcie realizacji Zadania II.
- 1986 – Decyzja rządowa o rozszerzeniu zadania ZZW Czorsztyn o budowę oczyszczalni w zlewni Dunajca powyżej przekroju zapory Sromowce Wyżne.
- 1988 – Przełożenie koryta rzeki Dunajec przez sztolnie energetyczno-spustowe dla umożliwienia budowy zapory głównej.
- 1994 – Oddanie do użytku zapory, zbiornika i Elektrowni Wodnej Sromowce Wyżne.
- 1995 – Zakończenie sypania korpusu zapory i rozpoczęcie robót wykończeniowych (droga po koronie, zagospodarowanie skarpy odpowietrznej). Napełnienie zbiornika Czorsztyn-Niedzica do rzędnej 512.00 m n.p.m. zgodnie z decyzją Wydziału Ochrony Środowiska i Zasobów Naturalnych Urzędu Wojewódzkiego w Nowym Sączu dla prowadzenia rozruchu elektrowni. Przygotowanie czaszy zbiornika Czorsztyn-Niedzica powyżej rzędnej 512,00 do napełnienia. Dokończenie obwałowań ochronnych dla miejscowości Frydman, Dębno i Kluszkowce wraz z urządzeniami. Zakończenie budowy oczyszczalni ścieków w miejscowościach leżących wokół zbiornika czorsztyńskiego i w Nowym Targu. Rozpoczęcie zabudowy technicznej i biologicznej brzegów zbiornika głównego. Rozpoczęcie realizacji zieleni ochronnej i uzupełniającej. Kontynuacja regulacji dopływów do zbiornika. Zakończenie renowacji Zamku Niedzickiego. Zakończenie rozbiórki obiektów zabytkowych z przygotowaniem do przeniesienia do muzeum-skansenu. Zakończenie badań archeologicznych. Prowadzenie rozruchów obiektów.
- 1996 – Zakończenie budowy zapory niedzickiej. Napełnienie zbiornika Czorsztyn-Niedzica powyżej rzędnej 512,00 m n.p.m. Kontynuacja budowy oczyszczalni ścieków i sieci kanalizacyjnych w miejscowościach leżących w zlewni zbiornika czorsztyńskiego. Zakończenie zabudowy biologicznej i technicznej brzegów zbiornika głównego. Kontynuacja realizacji zieleni. Kontynuacja robót regulacyjnych na dopływach do zbiorników. Budowa skansenu. Zakończenie prac przy utrwaleniu ruin zamku Czorsztyn. Prowadzenie rozruchów i przygotowanie do eksploatacji obiektów zadania ZZW Czorsztyn.
- 1997 – Zakończenie budowy systemów kanalizacji i oczyszczalni ścieków w miejscowościach leżących w zlewni zbiornika czorsztyńskiego. Zakończenie robót regulacyjnych. Zakończenie wykonania zieleni. Przekazanie obiektów do eksploatacji. Prace wykończeniowe i estetyzacyjne.

## Miejscowości wokół zbiornika
- Niedzica
- Niedzica-Zamek
- Falsztyn
- Frydman
- Dębno
- Huba
- Maniowy
- Mizerna
- Kluszkowce
- Czorsztyn